# Доктрина Обами
Доктрина Обами (англ. Obama Doctrine) — збірний термін, який часто використовується для опису одного чи декількох принципів зовнішньої політики 44-го президента США Барака Обами. Досі не існує одностайності у питанні, чи існувала якась конкретно артикульована доктрина Обами насправді. Однак у 2015 році, під час інтерв'ю New York Times, Обама у відповіді на питання журналіста коротко прокоментував тему наявності такої доктрини, сказавши: "Ви запитуєте про доктрину Обами.  Наша доктрина - ми будемо брати участь, але разом з тим зберігатимемо за собою усі наші можливості". 
На відміну від конкретно означених концепцій зовнішніх політик американських президентів, таких як доктрина Монро, доктрина Трумена, доктрина Ніксона, доктрина Картера, доктрина Рейгана або ж доктрина Буша,  доктрина Обами не є чітко визначеним вектором зовнішньої політики, що цілеспрямовано імплементується органами виконавчої влади. Така нечіткість змусила журналістів та політичних коментаторів регулярно підіймати це питання на обговорення, а також проводити аналіз на предмет того, а як же можуть виглядати точні положення доктрини Обами. Загальновизнаною референтною точкою для більшості із них є теза про те, що у своїй засадничій основі ця доктрина наголошує передусім на переговорах та кооперації, а не конфронтації та просуванні одностороннього бачення світу. Дехто схвально оцінив таку зміну у підходах до американської зовнішньої політики та відхід від доктрини Буша, якій приписували більш інтервенціоністський характер. Критики односторонньої політики Обами (що проявлялося, наприклад, у цілеспрямованих вбивствах підозрюваних ворогів США), включаючи колишнього посла США в ООН Джона Болтона, називали її надміру ідеалістичною та наївною, такою, що потурала інтересам противників. Багато хто звернув увагу на радикальний відхід "доктрини Обами" не лише від політики адміністрації Буша, але й від багатьох інших американських президентів. Деякі аналітики вбачають публічно артикульовані основи доктрини Обами в промові, яку він виголосив у Вест-Пойнті у травні 2014 року, де він запевнив, що "Сполучені Штати застосовуватимуть військову силу в разі необхідності в односторонньому порядку, коли цього вимагатимуть наші засадничі інтереси", проте що стосується непрямих загроз або ж гуманітарних кризових питань, то у цьому випадку США "повинні будуть мобілізовувати партнерів, закликаючи до спільних дій". Така доктрина "морального мультилатералізму", на думку деяких коментаторів, є відображенням інтересу Обами до ідей філософа Рейнольда Нібура, який підтримував інтервенціоністську зовнішню політику США, але разом з тим застерігав від надмірної зарозумілості та моральних оман.

## Період президентської виборчої кампанії
Термін "доктрина Обами" почав користуватися широким обігом ще до початку президентства Обами - уже на тому етапі, коли він був лише одним із кандидатів Демократичної партії на праймеріз. У статті в The Providence Journal  від 28 серпня 2007 року Джеймс Кірчік вжив цей термін у зневажливій конотації, стверджуючи, що доктрина Обами може бути зведена до узагальнення штибу: "Сполучені Штати залишаться бездушними перед геноцидом". Ця критика базувалась на окремих уривках інтерв'ю, яке Обама дав Ассошіейтед Прес 21 липня, де він сказав, що "Сполучені Штати не можуть використовувати своїх військових для вирішення гуманітарних проблем" і що "запобігання потенційному геноциду в Іраку не є достатньою причиною для того, щоб утримувати американські сили там". [12] Хіларі Бок, блогерка і гостя Ендрю Саллівана, спростувала уявлення Кірчіка про зовнішньополітичні погляди Обами, фреймуючи ці твердження в якості спотворення. Бок акцентувала увагу на тому, що Обама використовував послуги відомої активістки проти геноциду Саманти Пауер в якості політичного радника, а також на тому, що він у своїх декількох інших інтерв'ю висловлював публічну стурбованість ситуацією в Дарфурі та інших місцях. [13] Пізніше, під час президентських дебатів з Джоном Маккейном, Обама заявив, що США періодично доведеться "вважати це частиною наших інтересів" для здійснення гуманітарних інтервенцій. [14]
Пізніше, у відповідь на одне із питань березневих дебатів кандидатів у президенти від Демократичної партії, Обама відповів, що його доктрина "не буде такою ж, як доктрина Буша, тому що світ складний і комплексний". Він додав, що США повинні "розглядати нашу безпеку в контексті спільної безпеки та спільного процвітання з іншими народами та іншими країнами". [15] Пізніше ця доктрина була фреймована як "доктрина, яка спершу покінчить з політикою страху, а після цього вийде за рамки порожньої лозунгової програми "просування демократії" на користь "просуванню гідності", " яке буде націлена на умови, що сприяють антиамериканізму та перешкоджанню демократії» [16]. Дін Барнетт із The Weekly Standard швидко розкритикував цю політику як наївну, аргументуючи це тим, що за ісламським екстремізмом стоїть не "атмосфера страху", а "дещо більш зле". [17]
Тодішній президент Джордж Буш у своєму виступі в Кнесеті у травні 2008 року прирівнював прямі переговори з Іраном або з терористичними групами, такими як Хамас і Хезболла, до спроб "умиротворення" нацистської Німеччини наприкінці 1930-х років. Ці репліки були витлумачені деякими засобами масової інформації, а також самим Обамою як пряма критика Обами. [18] Обама назвав коментарі тодішнього президента "хибною політичною атакою" і додав, що "Джордж Буш знає, що я ніколи не підтримував стосунки з терористами", в той час як сенатор Джо Байден, один із соратників Обами, заявив, що коментарі Буша "принизили статус президента Сполучених Штатів Америки».[19] Прес-секретарка Буша Дана Періно, котра наполягала на публічних роз'ясненнях, заявила, що коментарі Буша "не були присвячені конкретно одній особі", і що "всі, хто висвітлює ці питання ... знають, що є безліч людей, які пропонували переговори схожого типу". [20]
У 2008 році термін "доктрина Обами" був використаний Лінн Світ із "Сан-Таймс Чикаго" у коментарі до виступу тодішнього сенатора Обами у центрі Вудро Вільсона 15 липня. У цій промові Обама перерахував п'ять стовпів своєї зовнішньої політики у разі його обрання на посаду президента США: [21]
"Я сфокусую цю стратегію на п'яти цілях, життєво необхідних для забезпечення безпеки Америки: відповідальне припинення війни в Іраку; закінчення боротьби проти Аль-Каїди і талібів; обмеження доступу до всієї ядерної зброї, матеріалів для терористів та ізоляціоністських держав; досягнення справжньої енергетичної безпеки; відновлення наших альянсів для вирішення викликів 21 століття." 
У цьому ж коментарі Світ відзначила, що ці ідеї, по суті, були повторенням основних постулатів есе "Відновлення американського лідерства", яке Обама написав для журналу "Foreign Affairs" влітку 2007 року. [22]